# 꼬북칩
꼬북칩(Turtle chips)은 대한민국 오리온에서 만든 과자 제품명이다. 형태는 4겹으로 쌓여진 모양을 띄고 있으며 출시된 제품으로는 콘스프맛, 히말라야 솔트맛, 초코 츄러스맛, 달콤 인절미맛, 새우맛, 스윗 시나몬 등의 맛이 있다.
2021년 2월 브레이브걸스의 Rollin'이 대중적 인기를 끌자, 꼬북좌라는 별명을 가진 해당 그룹의 일원 유정을 모델로 기용,  2021년 5월에 한정판을 내놓기도 하였다.

## 제품
스윗시나몬맛
2017년 4월 꼬북칩 출시 때에 나왔던 맛으로 2021년 1월 단종되었다.
콘스프맛
2017년 4월 꼬북칩 출시 때에 나왔던 맛으로 2021년 기준, 판매중인 맛이다.
새우맛
2018년 2월 출시되었다가 2020년 1월 단종되었다.
히말라야 소금맛
2018년 11월 출시되었다가 2020년 1월 단종되었다.
달콤인절미맛
2019년 12월 출시되었다. 2021년 기준, 판매중인 맛이다.
초코츄러스맛
2020년 9월 출시되었다, 2021년 기준, 판매 중인 맛이다.

## 사진

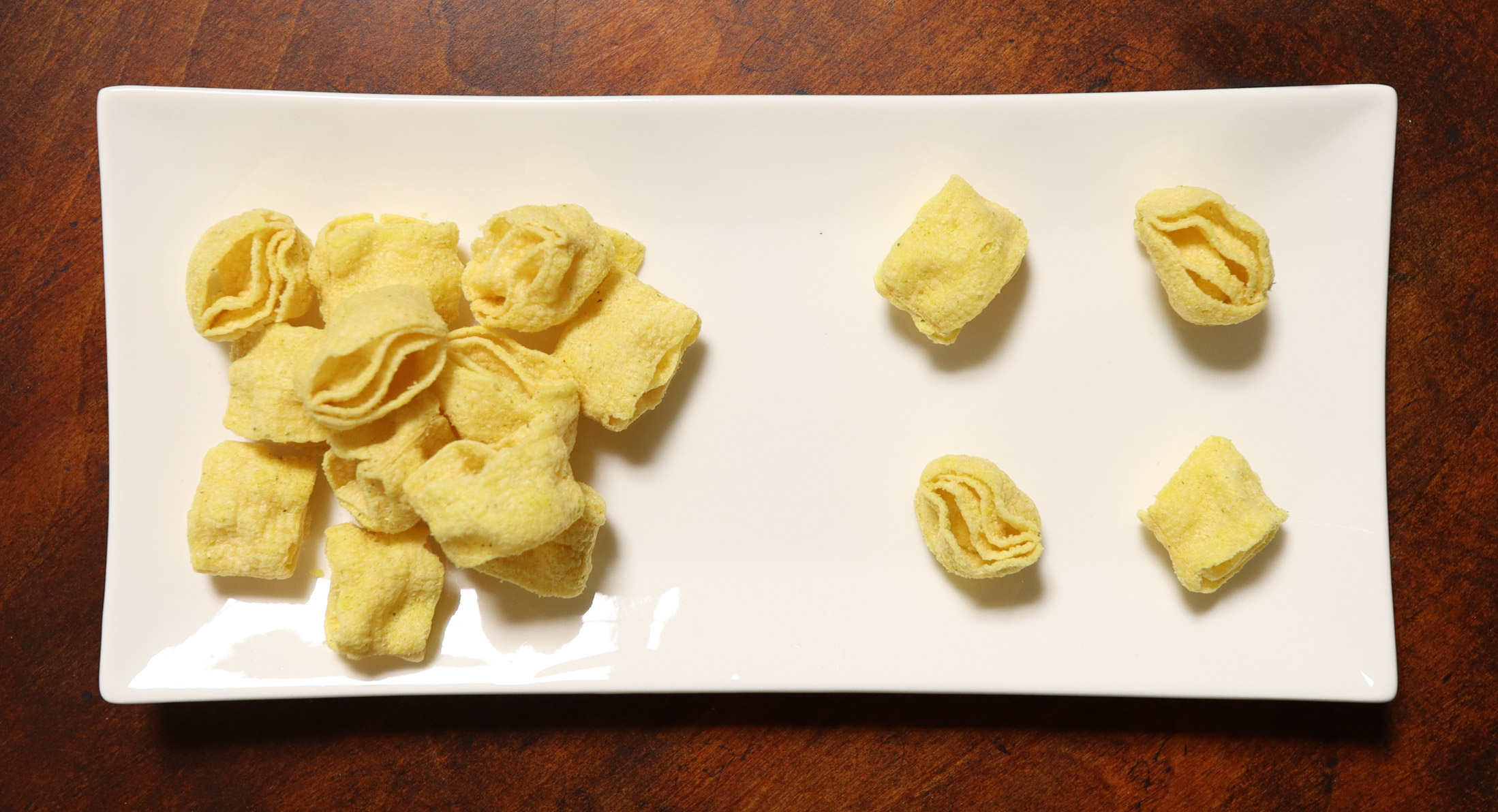
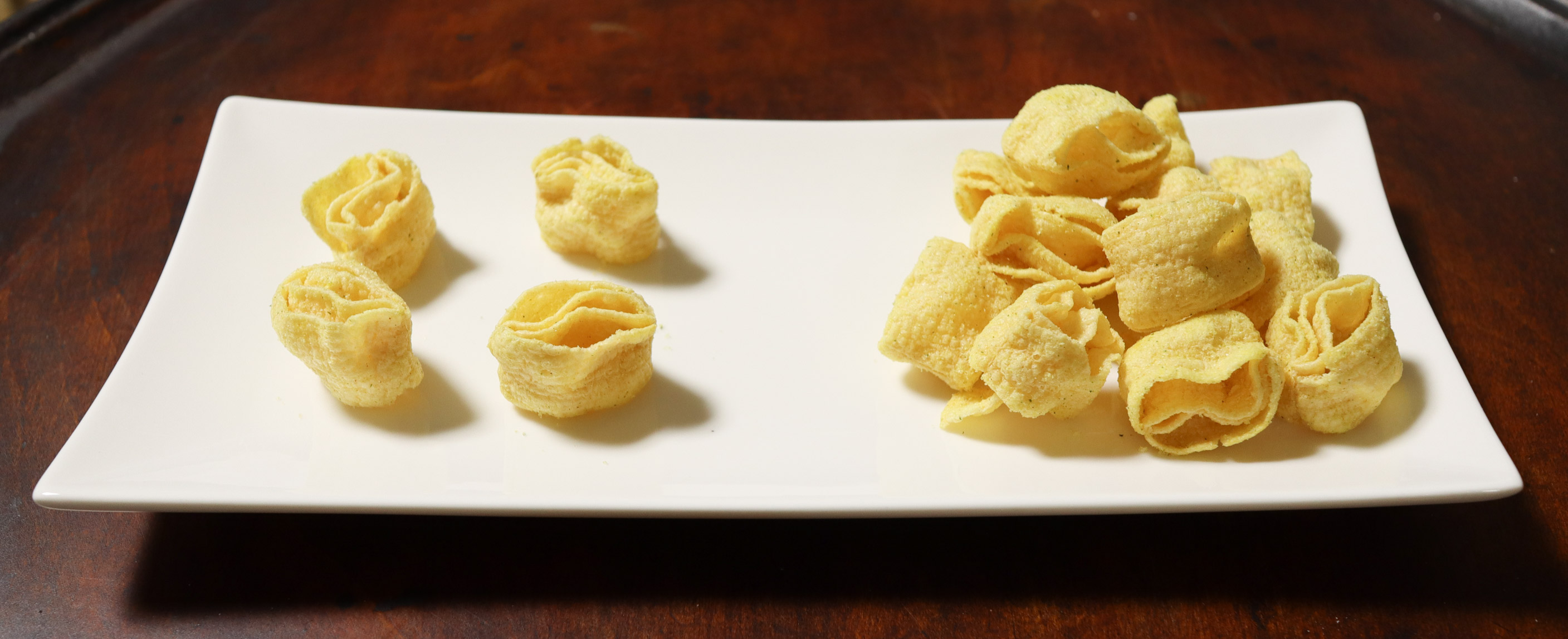
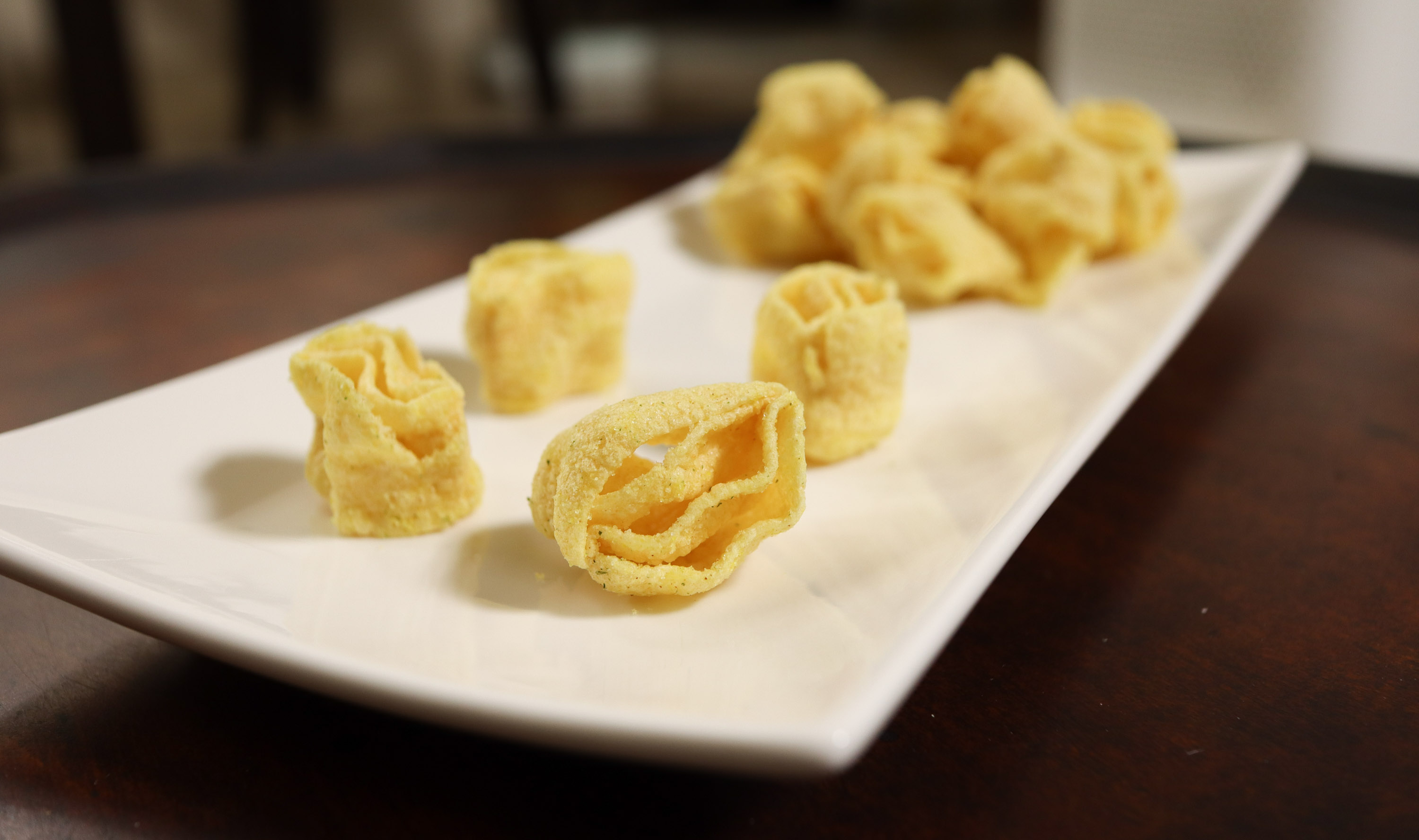
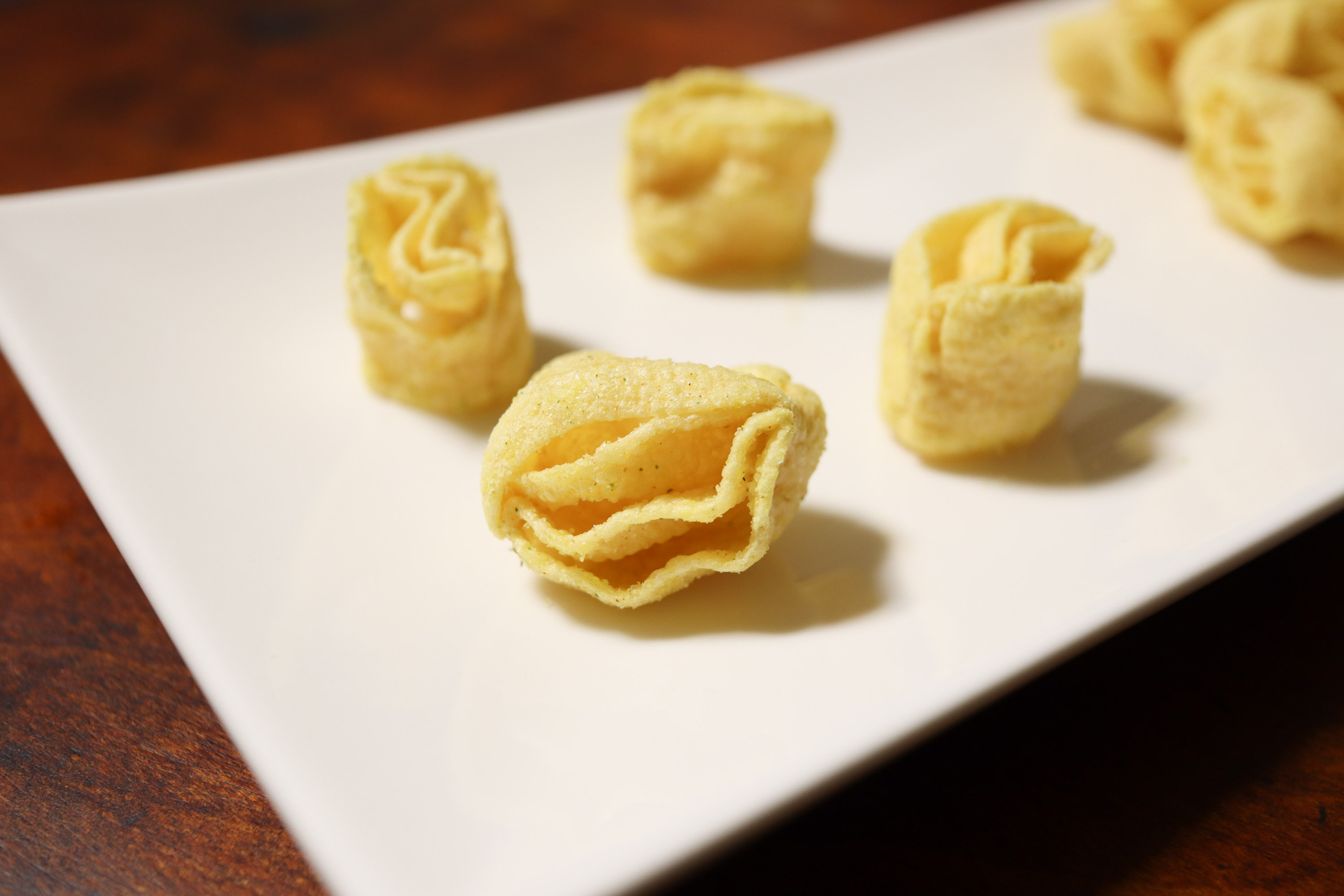

## 논란
2009년에 발매된 일본 야마자키 비스킷 사의 에어리얼(Aerial, エアリアル) 제품과 모양이 동일해 제품 표절 논란이 불거졌다.

## 같이 보기
- 오리온
- 스윙칩
- 포카칩